# Sunderland (Lancashire)
Sunderland – wieś w Anglii, w hrabstwie Lancashire, w dystrykcie Lancaster. Leży 73 km na północny zachód od miasta Manchester i 333 km na północny zachód od Londynu.